# Волынцевское водохранилище
Волынцевское водохранилище (укр. Волинцівське водосховище) — искусственный водоём озёрного типа восточнее города Енакиева в Донецкой области. Площадь — более 3 км². Высота над уровнем моря — 157,9 м.
Образовано земляной плотиной длиной 180 м и шириной 6 м.
Используется для хранения запасов питьевой воды, предназначенной для водоснабжения Енакиева и близлежащих городов. Вместе с Ольховским водохранилищем обеспечивает питьевой водой 15 городов Донецкой области с общей численностью населения более 1 млн чел.

## Физико-географическая характеристика
На берегу Волынцевского водохранилища (образовано рекой Булавин) расположен лесной заказник местного значения — Урочище Россоховатое.

## Экологические проблемы
Основными загрязнителями Волынцевского водохранилища являются шахтные воды шахт № 3 ш / у «Александровское», «Углегорской», «Булавинская» и «Ольховатская» ПО «Орджоникидзеуголь». Сбрасываемые шахтные воды имеют высокую минерализацию от 1,4 до 2,1 г / л. Уровень микробного загрязнения шахтных вод превышает гигиенический норматив от 2,5 до 240 раз.